# Pentaòxid de dinitrogen
El pentaòxid de dinitrogen és compost binari de nitrogen i oxigen, un òxid de fórmula {\displaystyle {\ce {N2O5}}}. Es presenta en forma de sòlid incolor que sublima a 32,4 °C i a 15 °C té una densitat de 2,05 g/cm³.

## Història
El pentaòxid de dinitrogen fou sintetitzat per primer cop el 1849 pel químic francès Henri Sainte-Claire Deville (1818-1881) mitjançant la reacció del clor, {\displaystyle {\ce {Cl2}}} amb nitrat d'argent, {\displaystyle {\ce {AgNO3}}}.

## Propietats
El {\displaystyle {\ce {N2O5}}} sòlid és estable per sota de 8 °C, però descompon si li incideix la llum solar o s'escalfa fins a temperatura ambient. Per sota de -60 °C és estable més d'un any; a -20 °C té una vida mitjana de dues setmanes; a 0 °C ja només és de 10 dies; i a 20 °C tan sols de 10 hores. La reacció de descomposició és:
{\displaystyle {\ce {2N2O5 ->[\Delta] 2N2O4 + O2}}}
El {\displaystyle {\ce {N2O5}}}és fàcilment soluble en àcid nítric absolut, {\displaystyle {\ce {HNO3}}},i en dissolvents clorats. La polaritat dels dissolvent té un important efecte sobre la descomposició del {\displaystyle {\ce {N2O5}}}.És ràpida en dissolvents no polars, com ara el cloroform, i lenta en dissolvents polars, com el nitrometà. En àcid nítric són moderadament estables a temperatures per sota de la temperatura ambient.

## Estructura

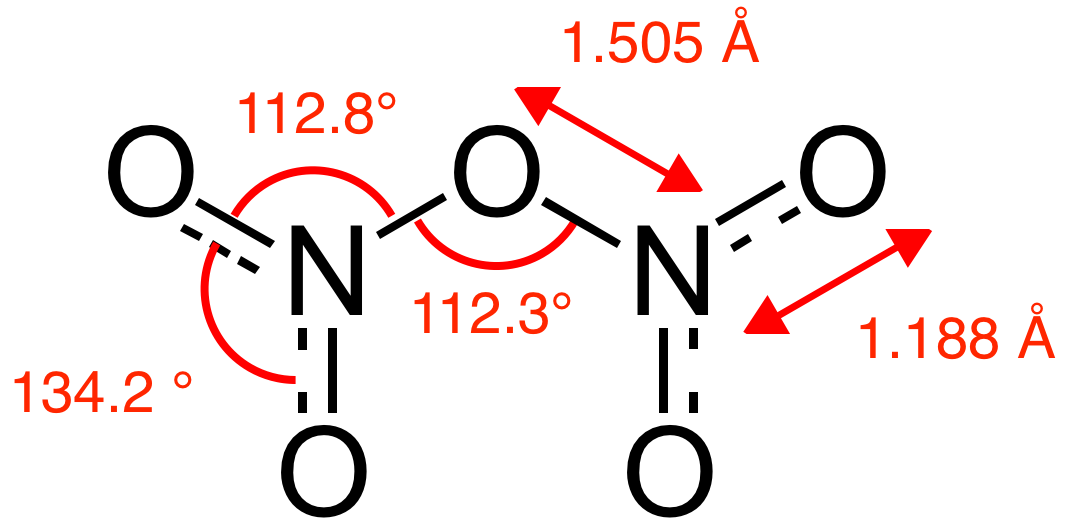
Estructura, longituds d'enllaç i angles del N2O5

El pentaòxid de nitrogen al voltant de -78 °C és un sòlid constituït per cations, {\displaystyle {\ce {NO2+}}}, i anions nitrat, {\displaystyle {\ce {NO3-}}}, enllaçats per enllaç iònic. El catió té estructura lineal amb el nitrogen al mig, {\displaystyle {\ce {ONO^+}}}, amb enllaços {\displaystyle {\ce {N-O}}} d'1,154 Å, i l'anió nitrat és pla amb l'àtom de nitrogen al mig i els àtoms d'oxigen units a ell i separats 120°. A temperatures més altes el sòlid està format per molècules {\displaystyle {\ce {NO2-O-NO2}}}igual que les que es troben en estat gasós, amb tots els enllaços covalents.

## Obtenció
Al laboratori el pentaòxid de dinitrogen es prepara habitualment per deshidratació de l'àcid nítric, {\displaystyle {\ce {HNO3}}} concentrat mitjançant pentaòxid de difòsfor, {\displaystyle {\ce {P2O5}}}, segons la reacció:
{\displaystyle {\ce {2HNO3 + P2O5 -> N2O5 + 2HPO3}}}
La principal alternativa és l'oxidació del diòxid de nitrogen, {\displaystyle {\ce {NO2}}}, emprant ozó, {\displaystyle {\ce {O3}}}:
{\displaystyle {\ce {2NO2 + O3 -> N2O5 + O2}}}
Una altra alternativa és la reacció de clorur de dioxidonitrogen(2+), {\displaystyle {\ce {NO2Cl}}} amb nitrat d'argent, {\displaystyle {\ce {AgNO3}}}:
{\displaystyle {\ce {NO2Cl + AgNO3 -> N2O5 + AgCl}}}

## Propietats químiques
El pentaòxid de dinitrogen sòlid descompon per efecte de la llum ultraviolada de 380 nm segons l'equació:
{\displaystyle {\ce {N2O5\;->[{\mathit {h\nu }}]\;N2O4\;+\;O}}}També es descompon per escalfament segons la reacció global:
{\displaystyle {\ce {2N2O5 ->[\Delta] 2N2O4 + O2}}}la qual té lloc en tres etapes:
{\displaystyle {\ce {N2O5 <=> NO3 + NO2}}}{\displaystyle {\ce {NO2 + NO3 -> NO2 + O2 + NO}}}{\displaystyle {\ce {NO + N2O5 -> 3NO2}}}
Com que es tracta de l'anhídrid de l'àcid nítric, reacciona fàcilment amb la humitat per donar àcid nítric:
{\displaystyle {\ce {N2O5 + H2O -> 2HNO3}}}

## Aplicacions
S'aplica el pentaòxid de dinitrogen especialment en reaccions de síntesi orgànica amb l'objectiu de produir nitracions, adicions de grups {\displaystyle {\ce {NO2}}}a cadenes de carbonis.

## Perillositat i problemes ambientals
El pentaòxid de dinitrogen és un oxidant fort que en presència de sals d'amoni i solvents orgànics es torna explosiu. La seva descomposició genera gasos {\displaystyle {\ce {NO_x}}} tòxics.
Encara que hi ha poc pentaòxid de dinitrogen en la Terra, provoca certs problemes ambientals per ser un agent oxidant fort. A l'estratosfera el {\displaystyle {\ce {N2O5}}} és una espècie de reserva que col·labora en la destrucció d'ozó. ja que es descompon donant radicals lliures que participen en la destrucció de l'ozó:
{\displaystyle {\ce {N2O5 <=> NO3 + NO2}}}
També pot provocar episodis de boirum fotoquímic en ciutats molt contaminades per combustió de petroli. Propietats com elevada temperatura, situació geogràfica i radiació solar intensa donen aquest fenomen a indrets com Los Angeles o Mexico DF. I, en presència d'humitat forma àcid nítric i provoca pluja àcida.